# حذرفة
الحُذْرُفَة أو الفَلُّوت جنس من حلزون البحر المتوسط إلى الكبير ، رخويات بطنيات الأقدام البحرية في عائلة حذرفيات، الحلزونات. أنواعه المعاصرة معروفة نحو ١٠٠ منتشرة في معظم بحار البلاد الحارة. تعيش على رمال الشواطئ. أصدافها متباينة الشكل والحجم يكثر فيه الإهليلجي. أعقابها صغيرة محلزنة. فروجها مستطيلة ضيقة ملتوية الأريفات أو مطوية. جميعها ملونة ومزخرفة ومسنجة. أجسامها شبه بيضية مستغلة الرؤوس الثنائية اللوامس المعيونة. ألواهها مجهزة بأخطام قوية مزودة بأسنان دقيقة ومحجنة.